# Unterseeboot 827
L'Unterseeboot 827 ou U-827 est un sous-marin allemand (U-Boot) de type VIIC/41 utilisé par la Kriegsmarine pendant la Seconde Guerre mondiale.
Le sous-marin fut commandé le 8 juin 1942 à Dantzig (Schichau-Werke), sa quille fut posée le 7 août 1943, il fut lancé le 9 mars 1944 et mis en service le 25 mai 1944, sous le commandement du Kapitänleutnant Wilhelm Hunck. 
L'U-827 n'effectua aucune patrouille, par conséquent il n'endommagea ou ne coula aucun navire.
Il est sabordé au fjord de Flensbourg en mai 1945.

## Conception
Unterseeboot type VII, l'U-827 avait un déplacement de 769 tonnes en surface et 871 tonnes en plongée. Il avait une longueur hors-tout de 67,10 m, un maître-bau de 6,20 m, une hauteur de 9,60 m et un tirant d'eau de 4,74 m. Le sous-marin était propulsé par deux hélices de 1,23 m, deux moteurs diesel Germaniawerft M6V 40/46 de 6 cylindres en ligne de 1 400 cv à 470 tr/min, produisant un total de 2 060 à 2 350 kW en surface et de deux moteurs électriques Brown, Boveri & Cie GG UB 720/8 de 375 cv à 295 tr/min, produisant un total 550 kW, en plongée. Le sous-marin avait une vitesse en surface de 17,7 nœuds (32,8 km/h) et une vitesse de 7,6 nœuds (14,1 km/h) en plongée. Immergé, il avait un rayon d'action de 80 milles marins (150 km) à 4 nœuds (7,4 km/h; 4,6 milles par heure) et pouvait atteindre une profondeur de 230 m. En surface son rayon d'action était de 8 500 milles nautiques (soit 15 700 km) à 10 nœuds (19 km/h).
 L'U-827 était équipé de cinq tubes lance-torpilles de 53,3 cm (quatre montés à l'avant et un à l'arrière) qui contenait quatorze torpilles. Il était équipé d'un canon de 8,8 cm SK C/35 (220 coups) et d'un canon antiaérien de 20 mm Flak. Il pouvait transporter 26 mines TMA ou 39 mines TMB. Son équipage comprenait 4 officiers et 40 à 56 sous-mariniers.

## Historique
Il reçut sa formation de base au sein de la 8. Unterseebootsflottille jusqu'au 28 février 1945, puis il intégra sa formation de combat dans la 11. Unterseebootsflottille.
Ayant été affecté au service actif quelques semaines avant la fin de la guerre, l'U-827 n’a jamais pris part à une patrouille ou à un combat.
Il est sabordé le 5 mai 1945 au fjord de Flensbourg à la position géographique 54° 49′ N, 9° 29′ O, l'équipage répondant à l’ordre donné par l’amiral Dönitz (opération Regenbogen).
L'épave est démolie en 1948.

## Affectations
- 8. Unterseebootsflottille du 25 mai 1944 au 28 février 1945 (période de formation).
- 11. Unterseebootsflottille du 1er mars 1945 au 5 mai 1945 (unité combattante).

## Commandement
- Kapitänleutnant Wilhelm Hunck du 25 mai 1944 à mars 1945.
- Kapitänleutnant Kurt Baberg du 26 avril 1945 au 5 mai 1945 (croix allemande).